# Koyukon
Le koyukon est une langue athapascane du Nord parlée aux États-Unis, dans l'Est de l'Alaska, le long des rivières Yukon et Koyokuk.

## Écriture
| a | aa | b | ch | ch’ | d | dl | dz | ee | g | gg | gh | h | i | j | k | kk | k’ | kk’ | l | ł | m | nh | o | oo | s | sh | t | t’ | tł | tł’ | ts | ts’ | u |

La lettre u barré ‹ ʉ › a été utilisée dans des publications de l’Alaska Native Language Center mais n’est généralement pas utilisée.

## Phonologie
Les tableaux montrent les phonèmes du koyukon en orthographe officielle, accompagnés de leur prononciation notée entre crochets dans l'API :

### Voyelles
|         | Antérieure    | Centrale | Postérieure         |
| ------- | ------------- | -------- | ------------------- |
| Fermée  | i [ɪ] ee [iː] |          | u [u] oo [uː] u [ʊ] |
| Moyenne |               | a [ə]    | ʉ [ɔ] o [ɔː]        |
| Ouverte | aa [æː]       |          |                     |

### Consonnes
|              |              | Bilabiales | Alvéolaires | Alvéolaires | Dorsales  | Dorsales | Dorsales | Glottales |
| ------------ | ------------ | ---------- | ----------- | ----------- | --------- | -------- | -------- | --------- |
| Centrales    | Latérales    | Bilabiales | Palatales   | Vélaires    | Uvulaires |          |          | Glottales |
| Occlusives   | simples      | b [p]      | d [t]       |             |           | g [k]    | gg [q]   | ʼ [ʔ]     |
| Occlusives   | aspirées     |            | t [tʰ]      |             |           | k [kʰ]   | kk [qʰ]  |           |
| Occlusives   | éjectives    |            | tʼ [tʼ]     |             |           | kʼ [kʼ]  | kkʼ [qʼ] |           |
| Affriquées   | simples      |            | dz [t͡s]     | dl [t͡ɬ]     |           |          |          |           |
| Affriquées   | aspirées     |            | ts [t͡sʰ]    | tł [t͡ɬʰ]    |           |          |          |           |
| Affriquées   | éjectives    |            | tsʼ [t͡sʼ]   | tłʼ [t͡ɬʼ]   |           |          |          |           |
| Fricatives   | sourdes      |            | s [s]       | ł [ɬ]       | yh [ç]    |          | h [χ]    | h [h]     |
| Fricatives   | sonores      |            | z [z]       | l [l]       |           | gh [ɣ]   |          |           |
| Nasales      | simples      | m [m]      | n [n]       |             |           |          |          |           |
| Nasales      | Dévoisée     |            | nh [n̥]      |             |           |          |          |           |
| Semi-voyelle | Semi-voyelle |            |             |             | y [j]     |          |          |           |

### Tons
Le koyukon est une langue tonale.